# Gwindor
Gwindor är en fiktiv karaktär i J.R.R Tolkiens fiktiva värld om Midgård och som visas i romanerna Silmarillion och Húrins barn. Han var en alvprins av Nargothrond och härstammade från Noldor under den första åldern. Han var son till Guilin och bror till Gemir. 
Gwindor var förlovad med prinsessan Finduilas, som var dotter till kung Orodreth, herre av Nargothrond. Han räknas som en av de djärvaste alverna av sitt folk. Han och hans bror var även med i den stora striden Nírnaeth Arnoediad, under befäl av Fingon, (på grund av Celegorms och Curufins gärningar som orsakade Nargothronds huvudstyrkas frånvaro i slaget). I själva verket började han slaget när han fick syn på sin bror Gelmirs sargade lik och rusade fram mot Morgoths härskaror på Anfaugliths slätter. Det sägs att själve Morgoth darrade för Gwindors vrede när han närmade sig. Men Gwindor rusade fram för fort och för långt, och han satt fast bakom Angbands portar där han skulle stanna under de närmaste 14 åren som slav åt Morgoth.
Efter 14 år lyckades han fly från Angbands mörka hålor, men gick senare vilse i Dorthonion, där han hittades av Beleg som hjälpte honom att rädda Túrin Turambar. Beleg visade Gwindor vägen genom Eithel Ivrin tillbaka till Nargothrond. När han återvände hade hans fångenskap påverkat honom så mycket att endast få av hans sort kunde känna igen honom. Han återförenades till slut med Finduilas, men fick senare veta att hon nu älskade Túrin Turambar. I vrede avslöjade han Túrins sanna namn för Nargothronds folk, för vilket han tillrättavisades av Turin.
Han avrådde senare från Túrins politik om ett öppet krig mot Morgoths styrkor, men han negligerades i allmänhet. Han deltog senare i slaget om Tumhalad och dog tillsammans med kung Orodreth. Men före hans död fann Túrin Turambar honom och de dryftade tillsammans en sista gång. Gwindor avslöjade för Túrin att endast Finduilas låg mellan honom och hans öde, strax innan han gick över till Mandos salar.